# لوكهيد إل-188 إلكترا
لوكهيد إل-188 إلكترا (بالإنجليزية: Lockheed L-188 Electra)‏ هي طائرة ركاب بأربع محركات، كانت أول طائرة بمحركات توربينية كبيرة تبنى في الولايات المتحدة. أُنتجت في 1957 بالولايات المتحدة. من صناعة شركة لوكهيد. كانت تستخدم بشكل أساسي من قبل الخطوط الجوية الأمريكية. كان أول طيران لها في ديسمبر 6, 1957. صنع منها 170 طائرة.

## المستخدمون
- الخطوط الجوية الأمريكية
- الخطوط الجوية الشرقية
- الخطوط الجوية الملكية الهولندية

## طرازات أخرى
- لوكهيد بيه-3 أوريون